# 키이우
키이우(우크라이나어: Київ [ˈkɪjiu̯]), 또는 키예프(러시아어: Киев 키예프[*], 문화어: 끼예브)는 우크라이나의 수도이자 최대 도시이다. 드니프로강을 따라 우크라이나 중북부에 위치해 있다. 2021년 1월 1일 기준 인구는 2,962,180명으로, 유럽에서 7번째로 인구가 많은 도시이다.
키이우는 동유럽의 산업, 과학, 교육과 문화의 중요한 중심지이다. 키이우는 많은 첨단 산업, 고등 교육 기관과 역사적인 랜드마크의 본거지이다. 또한, 키이우 지하철을 포함하여 광범위한 대중교통 시스템과 기반 시설을 갖추고 있다.
키이우의 이름은 이 도시를 창건한 네 명의 전설적인 설립자 중 한 명인 키이의 이름에서 유래했다고 전해진다. 역사적 기간 동안, 동유럽에서 가장 오래된 도시 중 하나인 키이우는 여러 번의 부각과 무명을 거쳤다. 키이우는 5세기 초 상업 중심지로 존재했을 것으로 추정된다. 키이우는 스칸디나비아와 콘스탄티노폴리스 사이의 거대한 교역로에 위치한 슬라브족의 정착지로, 9세기 중반에 바랑기아인 (바이킹)에게 함락될 때까지 하자르의 지류가 거주하였다. 바랑기아인의 통치하에, 키이우는 최초의 동슬라브 국가인 키예프 루스의 수도가 되었다. 1240년 몽골의 침입으로 완전히 파괴된 이 도시는 이후 수 세기 동안 영향력을 거의 상실하였다. 처음에는 리투아니아, 다음에는 폴란드, 그리고 결국 러시아와 같은 강력한 이웃 국가가 통제하는 영토 외곽에서 그다지 중요하지 않았던 지역 중심지였다.
키이우는 19세기 후반 러시아 제국의 산업혁명 기간 동안 다시 번영했다. 1918년 우크라이나 인민공화국이 러시아 공화국으로부터 독립을 선언한 후, 키이우는 수도가 되었다. 1921년부터 키이우는 붉은 군대에 의해 선포된 우크라이나 SSR의 도시였으며, 1934년부터는 수도가 되었다. 키이우는 제2차 세계 대전 동안 심각한 파괴를 겪었지만, 전후 몇 년 동안 빠르게 복구되어 소련에서 세 번째로 큰 도시로 남아 있었다.
1991년 소련의 붕괴와 우크라이나의 독립 이후, 키이우는 우크라이나의 수도로 남아 다른 지역에서 온 우크라이나인 이주자들의 꾸준한 유입을 겪었다. 우크라이나가 시장 경제 체제와 선거 민주제로 전환하는 동안, 키이우는 계속해서 우크라이나에서 가장 크고 부유한 도시였다. 군비 의존적인 산업 생산량은 소련 붕괴 이후 감소하여 과학 기술에 악영향을 미쳤지만, 서비스와 금융과 같은 새로운 경제 부문은 키이우의 급여와 투자의 증가을 촉진하고 주택과 도시 기반 시설의 개발을 위한 지속적인 자금을 제공하였다. 키이우는 우크라이나에서 가장 친서방적인 지역으로 부상하였고, 유럽 연합과의 긴밀한 통합을 지지하는 정당이 선거 기간 동안 지배적이었다.

## 명칭

### 어원과 역사
키이우는 우크라이나어로 'Ки́їв'라 표기하며, 키릴 문자를 로마자로 옮기면 'Kyiv'가 된다. 'Kyiv'는 우크라이나 정부가 지정한 로마자 표기로서, 정부 문서나 법률 등에 공식적으로 사용되고 있다.
키이우란 명칭은 키이우를 세웠다고 전해져 내려오는 신화 속 인물인 키이(우크라이나어: Кий)에서 유래하였다. 이 '키이의 성'을 슬라브조어로 옮기면 '키예부 고르두'(*Kyjevŭ gordŭ)가 되는데 이것이 오늘날의 어원으로 추정된다. 고대 동슬라브어로는 '키예부'(Kыѥвъ, Kyjevŭ)라고 적었으며, 로렌시아 연대기나 노브고르드 연대기 같은 옛 동슬라브 지역의 고문헌에서는 'Києвъ', 'Къıєвъ', 'Кїєвъ'라는 표기도 발견된다.
러시아어로는 '키예프'(러시아어: Киев)라 부르며, 이를 로마자로 옮기면 'Kiev'가 된다. 'Kiev'는 영미권에서 일찍이 19세기부터 자리잡은 전통적인 표기로, 여러 문헌과 매체에서 사용되었다. 하지만 1991년에 우크라이나가 소련으로부터 독립하면서, 우크라이나 정부는 러시아어 표기를 버리고 각 지명을 우크라이나어 본연의 발음대로 재구하는 로마자 표기법을 1995년 10월부로 법제화하였다. 이렇게 마련된 표기법은 우크라이나의 지명과 주소는 물론 인명과 거리 표지판에 이르기까지 여러 부문에 적용되어 정착되었다.
2018년부터는 우크라이나 외무부에서 '#CorrectUA'(우크라이나어 바로잡기), '#KyivNotKiev'(키이우는 키예프가 아닙니다)라는 표기 정정 캠페인을 개시해, 세계 각국에서 여전히 사용되고 있는 소련 시절의 우크라이나 지명 표기를 바꾸자는 운동에 나서기도 했다. 이 같은 우크라이나 정부의 요청에도 남아 있던 'Kiev'라는 러시아어 표기 관행은 2022년 러시아의 우크라이나 군사 개입을 계기로 우크라이나측 입장에 동조하는 움직임에 따라 자취를 감추었다.

### 한국어 표기
한국어권에서는 러시아어 표기인 '키예프'가 보편화되어 있었다. '키예프'는 1920년대부터 사용된 관용적 표현으로, '키에후', '키프', '키에프' 등으로 표기하다 1980년대에 들어 대한민국에서 '키예프'로 자리잡았다. 또한 조선민주주의인민공화국에서도 러시아어에서 유래된 '끼예브'라는 문화어 표기가 사용되었다. 1998년 12월에는 대한민국 국립국어원이 정부·언론 외래어 심의 공동위원회 제25차 회의를 통해, 각국 수도 명칭의 한글 표기를 확정하는 가운데서 우크라이나 수도명을 '키예프'로 공식화하였다. 이후 '키예프'란 표기는 표준국어대사전 표제어를 비롯하여 정부와 언론에서 두루 쓰이는 관행으로 자리잡아 왔다.
하지만 2022년 러시아의 우크라이나 군사 개입 이후 우크라이나 지명을 러시아어로 쓰는 문제에 대해서 우크라이나 정부 측이 도시명 표기 변경을 요청하였다. 3월 1일, 주한 우크라이나 대사관은 삼일절 축하 SNS 게시글에서 우크라이나 지명이 "침략국인 러시아 발음으로 한국에서 표기되는 사실은 우크라이나인에게 큰 상처와 아픔"이라는 뜻을 전하면서, 수도 명칭을 '키예프'가 아닌 '크이우'로 표기할 것을 제안하였다.
대사관에서 제안한 '크이우'라는 한글 표기에 대해 국립국어원 측은 '키이우'가 적합하다는 입장을 밝혔다. 국립국어원은 "'Київ'의 'и'은 우크라이나에서 (한국어의) '으'와 '의' 사이로 발음되는데 한국인이 이해하기엔 어렵다"며, 외래어 심의위원회에서 마련한 〈우크라이나 외래어 표기지침〉에서 и은 '이'로 표기하도록 되어 있기에 '키이우'로 옮긴다고 설명했다. 우크라이나 대사관 측 역시 키이우라는 표기와 발음에 대해서 "그것도 맞다"는 입장을 밝혔다.
2022년 3월 2일, 대한민국 정부는 우크라이나 지명을 러시아어 발음으로만 표기하던 관행에서 벗어나 우크라이나어 발음이나 기존 표기를 병기하는 것을 검토한다고 공식적으로 밝혔다. 이는 러시아의 침공에 맞서 싸우는 우크라이나에 대한 연대성을 표하고, 우크라이나의 국민 정서까지 고려한 조치로 해석되었다. 국민일보의 기사에 따르면 국립국어원은 '키예프'는 관용적 표기에 해당하며, 우크라이나어식 표기와 러시아어식 표기가 모두 가능하다고 밝혔다. 또한 '크이우'는 틀린 표기이며 '키이우'가 맞는 우크라이나어식 표기라는 것을 분명히 하였다. 조태용 의원에 따르면 정부, 언론, 외래어 심의위원회가 회의를 열어 기존 러시아어식 표기인 '키예프'를 우크라이나어식 표기인 '키이우'로 변경할 계획이라고 하며, 주한 우크라이나 대사관이 '크이우' 표기를 계속 원할 경우 이 역시 검토할 것이라고 밝혔다.
이런 한글 표기 논쟁에 대해 언론은 3월 1일 KBS 뉴스 9에서 앵커가 우크라이나의 지명은 우크라이나어 기준의 표기로 보도할 것을 전한 이후, 키예프(키이우)나 키이우(키예프) 등의 병기 방식이 여러 언론사에서 사용되고 있다. 3월 2일에는 YTN, 경향신문이 키예프 대신 키이우라는 표기를 사용할 것이라고 잇따라 선언했다.
3월 11일, 국립국어원은 그동안 관행적으로 사용했던 러시아어식 표현인 키예프도 사용할 수 있도록 허용하기로 했다.

## 기후
키이우는 대륙성 습윤 기후이다. 가장 따뜻한 달은 6월부터 8월 사이로, 기온은 평균적으로 13.8도에서 24.8도 사이이다. 가장 추운 달은 12월부터 2월까지로, 평균적으로 -4.6도에서 -1.1도 사이의 기온을 나타낸다. 가장 더웠던 때는 1936년 7월 31일에 기록된 39.4도이고, 가장 추웠던 때는 1929년 2월 7일과 2월 9일에 기록된 -32.2도이다.
눈은 보통 11월 중순부터 3월말까지 쌓여 있으며, 무상일수(無霜日數)는 연평균 180일이나, 최근에는 200일을 넘는다.
| 키이우의 기후                                                                                    | 키이우의 기후 | 키이우의 기후 | 키이우의 기후 | 키이우의 기후 | 키이우의 기후 | 키이우의 기후 | 키이우의 기후 | 키이우의 기후 | 키이우의 기후 | 키이우의 기후 | 키이우의 기후 | 키이우의 기후 | 키이우의 기후 |
| 월                                                                                               | 1월           | 2월           | 3월           | 4월           | 5월           | 6월           | 7월           | 8월           | 9월           | 10월          | 11월          | 12월          | 연간          |
| ------------------------------------------------------------------------------------------------ | ------------- | ------------- | ------------- | ------------- | ------------- | ------------- | ------------- | ------------- | ------------- | ------------- | ------------- | ------------- | ------------- |
| 역대 최고 기온 °C (°F)                                                                           | 13.2 (55.8)   | 17.3 (63.1)   | 25.3 (77.5)   | 30.2 (86.4)   | 33.6 (92.5)   | 35.5 (95.9)   | 39.4 (102.9)  | 39.3 (102.7)  | 35.7 (96.3)   | 27.9 (82.2)   | 23.2 (73.8)   | 15.2 (59.4)   | 39.4 (102.9)  |
| 일평균 최고 기온 °C (°F)                                                                         | −0.8 (30.6)   | 0.7 (33.3)    | 6.5 (43.7)    | 15.0 (59.0)   | 21.1 (70.0)   | 24.6 (76.3)   | 26.5 (79.7)   | 25.9 (78.6)   | 20.0 (68.0)   | 12.9 (55.2)   | 5.3 (41.5)    | 0.5 (32.9)    | 13.2 (55.8)   |
| 일일 평균 기온 °C (°F)                                                                           | −3.2 (26.2)   | −2.3 (27.9)   | 2.5 (36.5)    | 10.0 (50.0)   | 15.8 (60.4)   | 19.5 (67.1)   | 21.3 (70.3)   | 20.5 (68.9)   | 14.9 (58.8)   | 8.6 (47.5)    | 2.6 (36.7)    | −1.8 (28.8)   | 9.0 (48.2)    |
| 일평균 최저 기온 °C (°F)                                                                         | −5.5 (22.1)   | −5.0 (23.0)   | −0.8 (30.6)   | 5.7 (42.3)    | 10.9 (51.6)   | 14.8 (58.6)   | 16.7 (62.1)   | 15.7 (60.3)   | 10.6 (51.1)   | 5.1 (41.2)    | 0.4 (32.7)    | −3.9 (25.0)   | 5.4 (41.7)    |
| 역대 최저 기온 °C (°F)                                                                           | −31.1 (−24.0) | −32.2 (−26.0) | −24.9 (−12.8) | −10.4 (13.3)  | −2.4 (27.7)   | 2.5 (36.5)    | 5.8 (42.4)    | 3.3 (37.9)    | −2.9 (26.8)   | −17.8 (0.0)   | −21.9 (−7.4)  | −30.0 (−22.0) | −32.2 (−26.0) |
| 평균 강수량 mm (인치)                                                                            | 38 (1.5)      | 40 (1.6)      | 40 (1.6)      | 42 (1.7)      | 65 (2.6)      | 73 (2.9)      | 68 (2.7)      | 56 (2.2)      | 57 (2.2)      | 46 (1.8)      | 46 (1.8)      | 47 (1.9)      | 618 (24.3)    |
| 평균 강우일수                                                                                    | 8             | 7             | 9             | 13            | 14            | 15            | 14            | 11            | 14            | 12            | 12            | 9             | 138           |
| 평균 강설일수                                                                                    | 17            | 17            | 10            | 2             | 0.2           | 0             | 0             | 0             | 0.03          | 2             | 9             | 16            | 73            |
| 평균 상대 습도 (%)                                                                               | 82.7          | 80.1          | 74.0          | 64.3          | 62.0          | 67.5          | 68.3          | 66.9          | 73.5          | 77.4          | 84.6          | 85.6          | 73.9          |
| 평균 월간 일조시간                                                                               | 42            | 64            | 112           | 162           | 257           | 273           | 287           | 252           | 189           | 123           | 51            | 31            | 1,843         |
| 출처 1: Pogoda.ru.net (평년값: 1991년~2020년), 우크라이나 중앙지구물리관측소 (극값: 1881년~현재) |               |               |               |               |               |               |               |               |               |               |               |               |               |
| 출처 2: 세계기상기구 (상대습도: 1981년~2010년), 덴마크 기상학회 (일조시간: 1931년~1960년)        |               |               |               |               |               |               |               |               |               |               |               |               |               |

## 역사

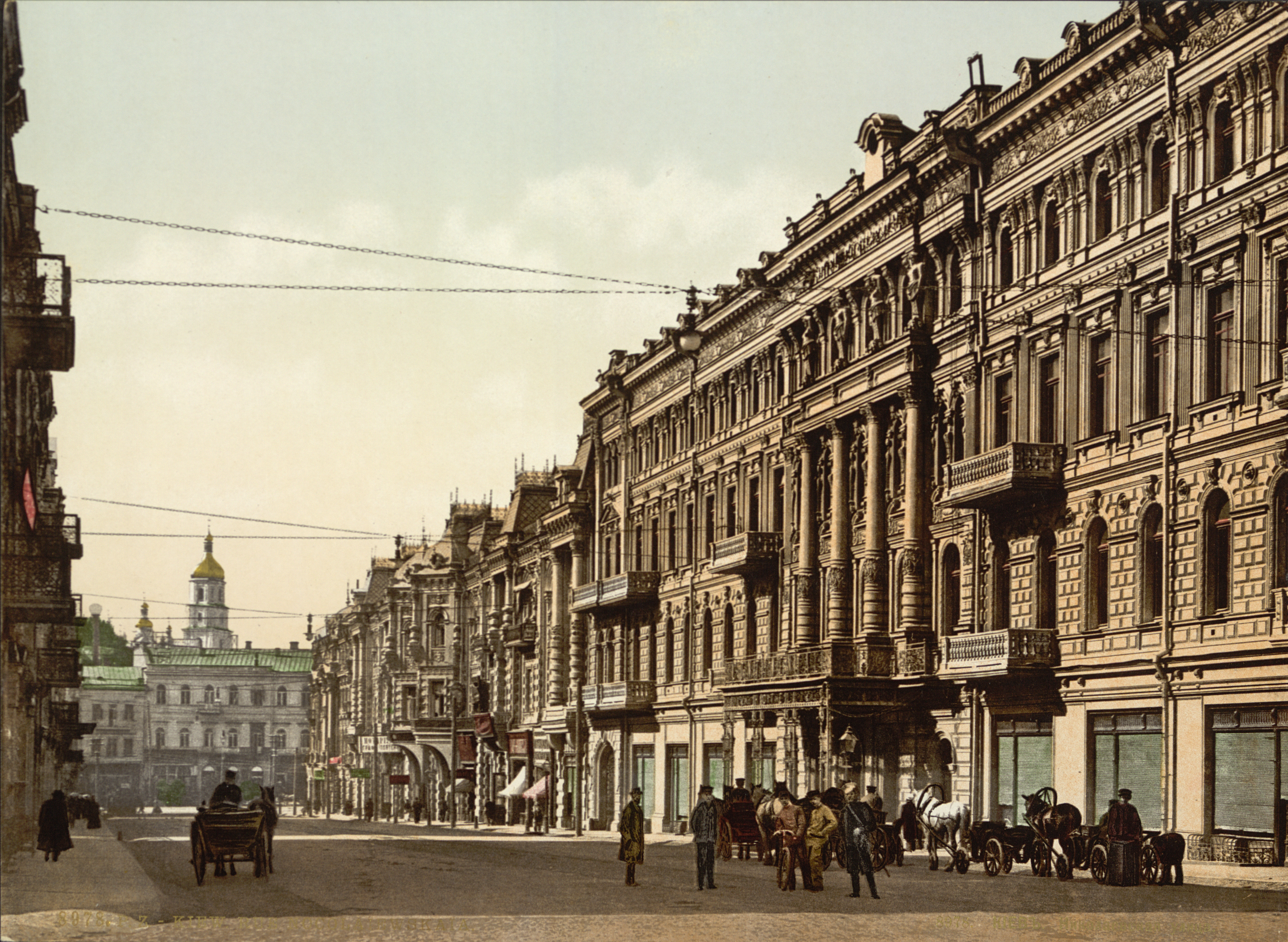
19세기의 키이우 중심가

키이우는 동유럽에서 가장 오래된 도시 중의 하나로 5세기경 동슬라브인들의 무역기지로 역사를 시작했다. 10세기에서 12세기까지 키예프 루스의 수도로 동슬라브 문화의 중심지 역할을 하였다. 그러나 도시는 1240년 몽골의 침입으로 완전히 파괴되었다.
그 후 리투아니아 대공국, 폴란드를 거쳐 러시아 제국의 영토가 되었으며, 19세기 말 러시아 산업 혁명의 한 중심지가 되었다. 소련이 수립되자 키이우는 우크라이나 소비에트 사회주의 공화국 내에서 중요한 도시가 되었으며, 1934년에 우크라이나의 수도가 하르키우에서 이 곳으로 옮겨왔다. 이 기간 중에 인구는 급속도로 팽창하였다.
제2차 세계 대전 동안 도시는 크게 파괴되었으나, 전후 급속한 복구를 이룩했으며, 소련 연방 내에서 제3의 대도시가 되었다. 1986년 체르노빌 원자력 발전소 사고가 터졌을 때, 사고 현장은 키이우에서 불과 100km 북쪽으로 떨어진 곳이었으나, 마침 북쪽으로 바람이 부는 덕분에 키이우는 다량의 방사능 오염을 피할 수 있었다. 하지만 그 대신 인접국인 벨라루스가 엄청난 피해를 입었다.
1991년 소련 해체로 우크라이나가 독립하자 그 수도가 되어 오늘에 이르고 있다.
2022년 2월 24일, 러시아가 우크라이나를 침공하자 키이우에서 키이우 전투가 일어났다.

## 행정
키이우는 우크라이나의 특별시이며, 우크라이나의 정부 소재지이다. 10개 구(區)로 나뉘어 있다.

### 역대 시장
1992년 이후.
- 1992년 ~ 1993년 : 이반 살리
- 1993년 ~ 1999년 : 레오니트 코사키프스키
- 1999년 ~ 2006년 : 올렉산드르 오멜첸코
- 2006년 ~ 2014년 : 레오니트 체르노베츠키
- 2014년 ~ : 비탈리 클리치코

### 자매 도시
| - 독일 라이프치히 (1961년) - 영국 에든버러 (1989년) - 그리스 아테네 - 벨기에 브뤼셀 - 헝가리 부다페스트 - 미국 시카고 - 몰도바 키시너우 - 이탈리아 피렌체 - 핀란드 헬싱키 - 폴란드 크라쿠프 (1993년) - 일본 교토 - 벨라루스 민스크 - 덴마크 오덴세 - 프랑스 파리 - 남아프리카 공화국 프리토리아 | - 라트비아 리가 - 이탈리아 로마 - 칠레 산티아고 - 불가리아 소피아 - 스웨덴 스톡홀름 - 에스토니아 탈린 - 조지아 트빌리시 (1999년) - 캐나다 토론토 - 프랑스 툴루즈 - 폴란드 바르샤바 - 중국 우한 - 오스트리아 빈 - 리투아니아 빌뉴스 - 아르메니아 예레반 |

#### 과거 자매 도시
- 러시아 모스크바: 2016년 2월에 우크라이나에 대한 러시아의 군사 개입에 대한 항의의 표시로 철회했다.

## 교통

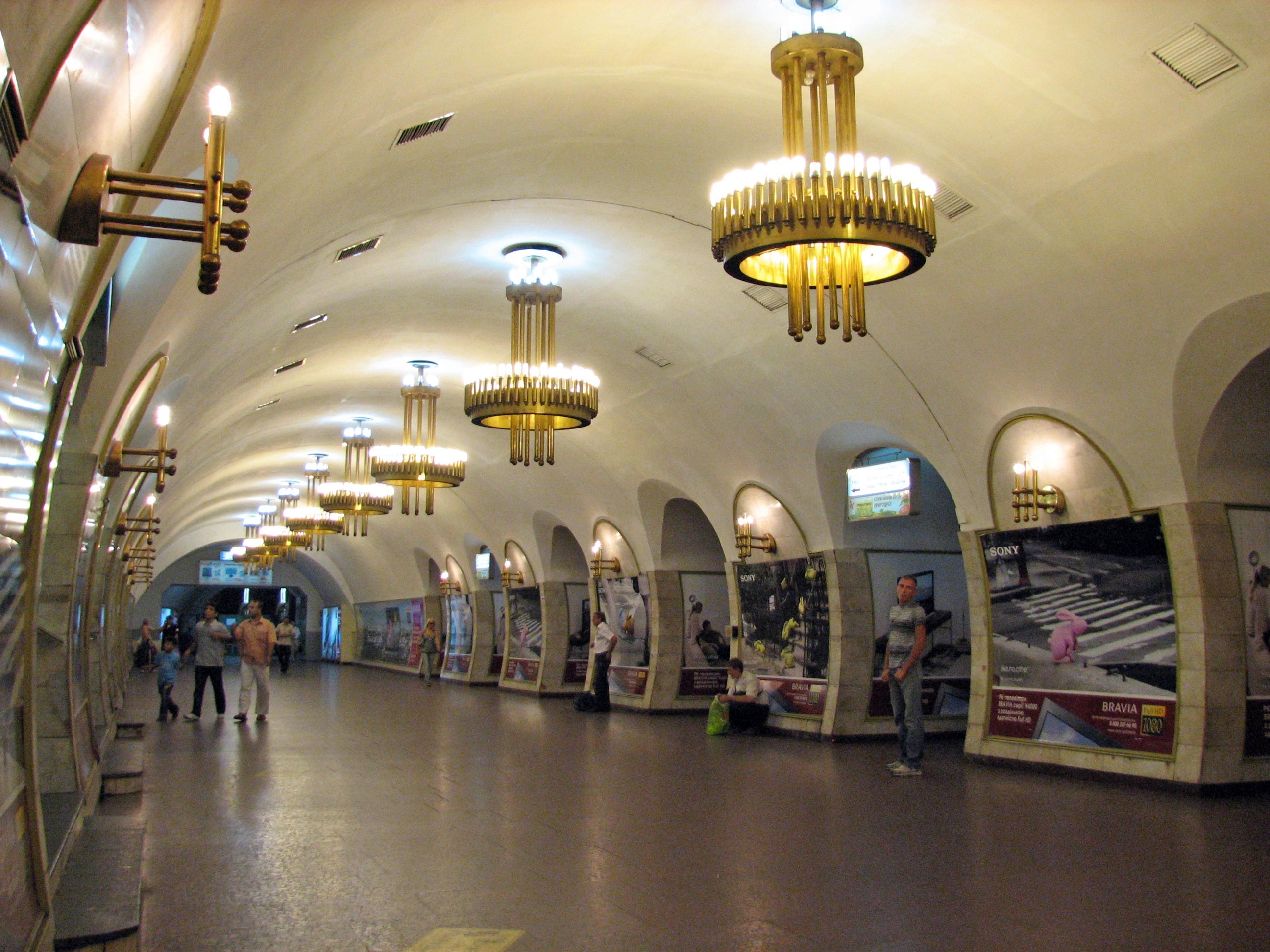
키이우의 지하철. Ploshcha Lva Tolstoho역

키이우의 관문은 보리스필 국제공항이다. 키이우 지하철은 소련 시대에 만들어졌다.

## 사회

### 인구
2001년의 인구 조사에서 키이우 인구는 261만 1300명으로 나타났다. 이 조사에서 121만 9000명이 남자(46.7%), 139만 3000명이 여자(53.3%)였다. 우크라이나 전체의 인구는 1992년 이래 계속 줄어들고 있지만, 키이우시의 인구는 조금씩 증가하고 있다.
이 조사에 의하면 키이우에는 130개 이상의 민족이 거주하고 있다. 키이우에서 가장 큰 민족은 우크라이나인이다. 키이우의 우크라이나인은 211만 0800명으로 키이우 인구의 82.2%를 차지한다. 러시아인이 그 다음으로 33만 7300명 (13.1%), 유대인 1만 7900명 (0.7%), 벨라루스인 1만 6500명 (0.6%), 폴란드인 6,900명 (0.3%), 아르메니아인 4,900명 (0.2%), 아제르바이잔인 2,600명 (0.1%), 타타르인 2,500명 (0.1%), 조지아인 2,400명 (0.1%), 몰도바인 1,900명 (0.1%) 순으로 차지하고 있다.
언어는 우크라이나어와 러시아어가 키이우에서 주로 쓰이고 있으나, 러시아어가 주민의 생활에서 더 일상적으로 쓰인다.
| 연도                             | 인구      | ±%      |
| -------------------------------- | --------- | ------- |
| 10xx                             | 100,000   | —       |
| 1647                             | 15,000    | −85.0%  |
| 1666                             | 10,000    | −33.3%  |
| 1763                             | 42,000    | +320.0% |
| 1797                             | 19,000    | −54.8%  |
| 1835                             | 36,500    | +92.1%  |
| 1845                             | 50,000    | +37.0%  |
| 1856                             | 56,000    | +12.0%  |
| 1865                             | 71,300    | +27.3%  |
| 1874                             | 127,500   | +78.8%  |
| 1884                             | 154,500   | +21.2%  |
| 1897                             | 247,700   | +60.3%  |
| 1905                             | 450,000   | +81.7%  |
| 1909                             | 468,000   | +4.0%   |
| 1912                             | 442,000   | −5.6%   |
| 1914                             | 626,300   | +41.7%  |
| 1917                             | 430,500   | −31.3%  |
| 1919                             | 544,000   | +26.4%  |
| 1922                             | 366,000   | −32.7%  |
| 1923                             | 413,000   | +12.8%  |
| 1926                             | 513,000   | +24.2%  |
| 1930                             | 578,000   | +12.7%  |
| 1940                             | 930,000   | +60.9%  |
| 1943                             | 180,000   | −80.6%  |
| 1956                             | 991,000   | +450.6% |
| 1959                             | 1,104,300 | +11.4%  |
| 1965                             | 1,367,200 | +23.8%  |
| 1970                             | 1,632,000 | +19.4%  |
| 1975                             | 1,947,000 | +19.3%  |
| 1980                             | 2,191,500 | +12.6%  |
| 1985                             | 2,461,000 | +12.3%  |
| 1991                             | 2,593,400 | +5.4%   |
| 1996                             | 2,637,900 | +1.7%   |
| 2000                             | 2,615,300 | −0.9%   |
| 2005                             | 2,596,400 | −0.7%   |
| 2010                             | 2,786,518 | +7.3%   |
| 2015                             | 2,890,432 | +3.7%   |
| at 1 January of respective year. |           |         |

### 출신 유명인
- 아나톨리 비쇼베츠 - 前 대한민국 축구 국가대표팀 감독
- 올레흐 블로힌
- 안드리 셰브첸코
- 밀라 요보비치
- 발렌티나 리시차

### 교육기관
9세기 이후 키이우는 동유럽에서 지적 발달의 중요한 중심지였다. 17세기 이후, 키이우의 Mohyla 아카데미는 많은 유명한 학자들을 준비했다. 그리고 오늘날 키이우에 우크라이나에서 가장 큰 과학교육센터가 하나 있다. 키이우에는 많은 수의 학교, 체육관, 학회, 약 70개의 대학교가 있는데 그 가운데에는 국가항공대학을 포함한 국가교육대학, Dragomanov, 키이우 국립 대학인 타라스 셰우첸코 대학, 키이우 국립 음악학교, 키이우 국립 경제대학, 키이우 음악원, 키이우 Mohyla 아카데미, 우크라이나의 국가기술 대학, 우크라이나 국립 과학 아카데미, 건축/건설 아카데미, 농업 정부과학 아카데미, 키이우 내부업무 국립대학, 키이우 예술 아카데미, 그리고 국립 의과 대학의 이름을 딴 Acad. Bogomolets, 국제 솔로몬 대학 등이 있다.

## 문화

### 스포츠
가장 인기 있는 스포츠는 축구이며, 그 뒤를 농구와 아이스하키가 잇고 있다. 축구팀 FC 디나모 키이우의 연고지이다.
1980년 하계 올림픽이 소련에서 열리자, 키이우의 올림픽 경기장에서 축구 종목의 예선전 및 8강전 경기가 열렸다.
2012년 6월 9일부터 7월 2일까지 폴란드와 함께 UEFA 유로 2012를 개최하였다.

### 건축물
1991년 우크라이나의 독립 이후 키이우는 우크라이나의 수도로서 새 단장을 시작하였다. 시내 중심가, 특히 흐레샤티크 거리와 독립광장(Maidan Nezalezhnosti) 주변은 잘 정돈되고 개보수되었으며 옛 건물들이 복원되었다. 독립광장은 2004년 말 오렌지 혁명 때 시위 현장으로 전 세계에 알려지게 되었다.
- 스뱌토고소피아 대성당 (세계문화유산): 성 소피아 수도원은 키이우를 대표하는 사원으로 11세기에 원형이 만들어졌으나 17세기에 이르러 현재의 모습을 갖췄다. 내부는 5개의 공간으로 이루어져 있으며 모자이크와 야로슬라프 공의 아내와 딸의 일상생활을 그린 프레스코화로 장식되어 있다. 또한 공의 대리석관도 그대로 안치되어 있다. 여러 성상들도 내부장식이 한몫을 하고 있다.[44]
- 키이우 페체르스크 수도원 (세계문화유산)
- 성 볼로디미르 대성당
- 성 미콜라 대성당
- 성 안드리 교회
- 성 미하일 황금 돔 수도원
- 비두비치 수도원
- 우크라이나 국립 오페라 극장
- 마린스키궁

중앙공원에서는 형제애 아치(Arch of Brotherhood) 부근에서 드니프로강의 모습을 감상할 수 있다. 이 공원에는 ‘용감한 축구선수 기념비’라는 다소 색다른 기념비가 있는데 이것은 나치 독일 점령군이 이 지역의 축구 팀에게 독일 팀을 상대로 ‘죽음의 시합’을 벌일 것을 강요했으나 향토애에 자극받은 선수들은 온 힘을 다하여 뛰었고 그 결과 3 : 0으로 이겼으나 결국 처형되었다는 이야기를 지닌다. 성 안드리 교회는 외부장식이 뛰어난 교회이며, 중앙의 큰 돔은 높이가 60m 정도 되고 이곳을 중심으로 네 귀퉁이에 녹색의 둥근 지붕이 각각 금으로 장식되어 있다. 또한 벽면은 밝은 파란색을 기조로 하고 있어서 하얀 기둥과 아름다운 조화를 이루고 있다. 이 교회는 바로크 형식으로 되어 있으며 내부의 벽화 색깔 등이 선명하여 신선함이 느껴진다. 오페라 발레 극장은 1894∼1897년에 걸쳐 빈의 건축가 페르너와 게르너가 설계하여 건설된 극장으로 내부구조는 5층으로 되어 있으며 빈의 바로크 양식과 이탈리아의 르네상스 양식을 함께 감상할 수 있는 건물이다. 정면에는 음악과 무용, 희극과 비극의 신을 나타내는 조각상이 서 있으며, 고골리와 푸슈킨의 흉상도 있다.

### 내용주
1. ↑  1920년대 이후 언론에서 '키예프'란 표기가 자리잡기 전까지 사용한 표기는 다음과 같다.
  - 키에후[22]
  - 키에프[23][24]
  - 키―프[25]
  - 키프[26]

### 참조주
1. 1 2  “Kyiv – History”. 《브리태니커 백과사전》 (영어). 2015년 5월 4일에 원본 문서에서 보존된 문서. 2020년 3월 9일에 확인함.
2. ↑  Vitali Klitschko sworn in as mayor of Kyiv 보관됨 11 11월 2020 - 웨이백 머신, 인테르팍스-우크라이나 (5 June 2014)
3. ↑  Poroshenko appoints Klitschko head of Kyiv city administration – decree 보관됨 4 7월 2014 - 웨이백 머신, 인테르팍스-우크라이나 (25 June 2014)
Poroshenko orders Klitschko to bring title of best European capital back to Kyiv 보관됨 14 7월 2014 - 웨이백 머신, 인테르팍스-우크라이나 (25 June 2014)
4. ↑  Oksana Lyachynska (2012년 5월 31일). “Kyiv's 1,530th birthday marked with fun, protest”. 《Kyiv Post》. 2014년 6월 1일에 원본 문서에서 보존된 문서. 2013년 5월 16일에 확인함.
5. ↑  “Чисельність наявного населення України (Actual population of Ukraine)” (PDF) (우크라이나어). 우크라이나 국가 통계청. 2021년 11월 4일에 원본 문서 (PDF)에서 보존된 문서. 2021년 7월 11일에 확인함.
6. ↑  “Major Agglomerations of the World”. Citypopulation.de. 2021년 1월 1일. 2019년 11월 23일에 원본 문서에서 보존된 문서. 2021년 9월 23일에 확인함.
7. 1 2 3 4  “키예프? 키이우! …외래어 표기, 국립국어원 답은?”. 국민일보. 2022년 3월 2일에 확인함.
8. ↑  노민호 기자 (2022년 3월 2일). “주한우크라 대사관 "'키예프' 아닌 '크이우'로 불러 달라"”. 《뉴스1》. 2022년 3월 2일에 확인함.
9. ↑  Чисельність населення м.Києва [Number of present population of Ukraine 1 January 2021] (PDF) (우크라이나어). UkrStat.gov.ua. 2021년 1월 1일. 2021년 11월 4일에 원본 문서 (PDF)에서 보존된 문서. 2021년 7월 15일에 확인함.
10. ↑  “City Mayors: The 500 largest European cities (1 to 100)”. 《www.citymayors.com》. 2010년 1월 2일에 원본 문서에서 보존된 문서. 2017년 2월 19일에 확인함.
11. ↑  “Kiev”. 《TheFreeDictionary.com》. 2018년 8월 5일에 원본 문서에서 보존된 문서. 2015년 7월 4일에 확인함.
12. ↑  Magocsi, Paul Robert (2010). 《A History of Ukraine: The Land and Its Peoples》 2, Revis판. University of Toronto Press. 481쪽. ISBN 978-1-4426-9879-6. 2020년 6월 14일에 원본 문서에서 보존된 문서. 2017년 9월 9일에 확인함.
13. 1 2  Ukrainian Commission for Legal Terminology. “Kiev?, Kyiv?! Which is right?”. UA Zone. 2011년 3월 15일에 확인함.
14. ↑  Trubachev, O. N., 편집. (1987). 〈*kyjevъ/*kyjevo〉. 《Ėtimologicheskiĭ slovarʹ slavi͡anskikh I͡Azykov: Praslavi͡anskiĭ leksicheskiĭ fond》 (러시아어). 13 (*kroměžirъ–*kyžiti). Moscow: Nauka. 256–257쪽.
15. ↑  Lavretian Chronicle 보관됨 18 1월 2008 - 웨이백 머신 and Novgorod Chronicles 보관됨 2 8월 2020 - 웨이백 머신:
16. ↑  “Kiev”. 《Longman Dictionary of Contemporary English Online》. Pearson English Language Teaching. 2020년 11월 14일에 확인함.
17. ↑  “The Economist starts using Kyiv instead of Kiev”. Ukrinform. 2019년 10월 30일.
18. ↑  “CorrectUA”. 《우크라이나 외무부》. 2019년 11월 24일에 원본 문서에서 보존된 문서. 2019년 11월 22일에 확인함.
19. ↑  “МЗС України звертається до світу – вживай #KyivNotKiev” [MFA addresses the World – use #KyivNotKiev] (우크라이나어). MFA of Ukraine. 2019년 10월 2일에 원본 문서에서 보존된 문서.
20. ↑  “#KyivNotKiev: МЗС закликає світ коректно писати Київ” [#KyivNotKiev: MFA asks the World to correctly spell Kyiv] (우크라이나어). BBC News Ukrainian. 2018년 10월 3일. 2020년 1월 17일에 원본 문서에서 보존된 문서. 2020년 1월 17일에 확인함.
21. ↑  “Kyiv not Kiev: Why spelling matters in Ukraine's quest for an independent identity”. The Atlantic Council. 2019년 10월 21일.
22. ↑  “小露反過激派起”. 《1920-09-04》 (조선일보). 2022년 3월 2일에 확인함.
23. ↑  “蘇聯國內政情不安繼續”. 조선일보. 1937년 6월 18일. 2022년 3월 2일에 확인함.
24. ↑  “닉슨,키에프着”. 조선일보. 1972년 5월 30일. 2022년 3월 2일에 확인함.
25. ↑  “우크라이나大蜂起確實”. 동아일보. 1956년 12월 31일. 2022년 3월 2일에 확인함.
26. ↑  “키市戰鬪熾烈 學生과蘇軍對决”. 조선일보. 1956년 12월 31일. 2022년 3월 2일에 확인함.
27. ↑  “정부언론외래어심의회 역대 심의결정안(실무소위원회 포함)”. 《국립국어원》. 2022년 3월 2일에 확인함.
28. ↑  '키예프' - 표준국어대사전 (2022년 3월 2일자 아카이브)
29. 1 2  “[우크라 침공] 정부, 키예프→키이우…현지어 발음 표기로 바꾼다”. 연합뉴스. 2022년 3월 2일. 2022년 3월 2일에 확인함.
30. ↑  “KBS는 '키이우', 우크라이나 대사관은 '크이우'...무엇이 맞을까”. 오마이뉴스. 2022년 3월 2일에 확인함.
31. ↑  “키예프? 키이우! …외래어 표기, 국립국어원 답은?”. 2022년 3월 2일. 2022년 3월 2일에 확인함.
32. ↑  기자, 강찬호 (2022년 3월 2일). “[단독] "키에프→키이우…정부, 우크라 지명 현지식 표기 방침"”. 2022년 3월 2일에 확인함.
33. ↑  “수도 키이우 공세 압박…“제2도시 하르키우 민간지역 포격””. 2022년 3월 2일에 확인함.
34. ↑  “'키예프' 대신 '키이우'로 표기합니다.”. 2022년 3월 2일. 2022년 3월 2일에 확인함.
35. ↑  “[알림]러시아식 우크라이나 지명 표기를 바로잡습니다”. 2022년 3월 2일. 2022년 3월 2일에 확인함.
36. ↑  “[알림]국립국어원, ‘키이우’ 등 우크라이나어 지명 14건 표기 확정”. 2022년 3월 2일. 2022년 3월 11일에 확인함.
37. ↑  “Weather and Climate – The Climate of Kyiv” (러시아어). Weather and Climate (Погода и климат). 2019년 12월 13일에 원본 문서에서 보존된 문서. 2021년 11월 8일에 확인함.
38. ↑  “ЦГО Кліматичні дані по м.Києву”. 《cgo-sreznevskyi.kyiv.ua》 (우크라이나어). 우크라이나 중앙지구물리관측소. 2020년 4월 18일에 원본 문서에서 보존된 문서. 2020년 10월 12일에 확인함.
39. ↑  “ЦГО Кліматичні рекорди”. 《cgo-sreznevskyi.kyiv.ua》 (우크라이나어). 우크라이나 중앙지구물리관측소. 2020년 3월 31일에 원본 문서에서 보존된 문서. 2020년 10월 12일에 확인함.
40. ↑  “World Meteorological Organization Climate Normals for 1981–2010”. 세계기상기구. 2021년 7월 17일에 원본 문서에서 보존된 문서. 2021년 7월 17일에 확인함.
41. ↑  Cappelen, John; Jensen, Jens. “Ukraine – Kyiv” (PDF). 《Climate Data for Selected Stations (1931–1960)》 (덴마크어). 덴마크 기상학회. 332쪽. 2013년 4월 27일에 원본 문서 (PDF)에서 보존된 문서. 2016년 4월 1일에 확인함.
42. ↑  Vilenchuk, S. R.; Yatsuk, T.B. (eds.) (2009). 《Kyiv Statistical Yearbook for 2008》. Kiev: Vydavnytstvo Konsultant LLC. 213쪽. ISBN 978-966-8459-28-3.
43. ↑  Kudritskiy, A. V. (1982). 《KIEV entsiklopedicheskiy spravochnik》. Kiev: Glavnaya redaktsia Ukrainskoy Sovetskoy Entsiklopedii. 30쪽.
44. ↑  《글로벌 세계 대백과사전》〈성 소피아 수도원〉
45. ↑  《글로벌 세계 대백과사전》〈중앙공원〉
46. ↑  《글로벌 세계 대백과사전》〈성 안드레이 교회〉
47. ↑  《글로벌 세계 대백과사전》〈오페라 발레 극장〉

## 같이 보기
- 키이우 전투 (2022년)
- 키이우 지하철